# Martina Šimkovičová
Martina Šimkovičová (rozená Bučuričová, * 29. srpna 1971 Modra) je slovenská televizní moderátorka a politička, od října 2023 ministryně kultury SR ve čtvrté vládě Roberta Fica.

## Životopis
V roce 1993 absolvovala magisterské studium na Pedagogické fakultě Univerzity Komenského v Bratislavě, kde získala také titul PaedDr. v oboru vychovatelství pro osoby vyžadující zvláštní péči a také v r. 2015 titul PhDr. v oboru léčebná pedagogika.
V roce 1998 nastoupila do soukromé televize Markíza, kde s Patrikem Švajdou moderovala hlavní večerní zpravodajství.
Z prvního manželství má dceru Petru (* 1990), v roce 2005 si vzala automobilového závodníka Igora Šimkoviče, se kterým má syna Marka (* 2003). Televizní kariéru přerušila z důvodu narození dcery Sofie (* 2013), o dva roky později se vrátila na obrazovku. Začala moderovat vlastní pořad Reflex Špeciál, ten byl však kvůli nízké sledovanosti stažen z vysílání. V TV Markíza působila téměř 18 let. Televize s ní ukončila spolupráci poté, co na sociální síti sdílela příspěvky namířené proti migrantům.
V roce 2015 byla tváří INTV, neúspěšného projektu celoslovenské konspirační a dezinformační televize.
V parlamentních volbách v roce 2016 se dostala do Národní rady na kandidátce hnutí Sme rodina, po dvou měsících však opustila jeho poslanecký klub a působila jako nezávislá poslankyně.
V roce 2019 vstoupila do krajně pravicového politického hnutí Hlas ľudu, které vzniklo převzetím a transformací středového Hnutí za demokraciu bývalého prezidenta SR Ivana Gašparoviče. Hnutí kandidovalo v parlamentních volbách v roce 2020, do Národní rady se ale nedostalo. Šimkovičová z hnutí odešla a nevrátila se do něj ani po jeho přejmenování na Republika, ale stále s ním spolupracovala.
V parlamentních volbách v roce 2023 kandidovala jako nezávislá na kandidátce SNS. V říjnu 2023 se stala ministryní kultury ve čtvrté vládě Roberta Fica.

### Ministryně kultury
Již krátce po nástupu do funkce byla za své působení kritizována řadou umělců, pedagogů, pracovníků v kultuře, médií a také opozičními stranami. Zastavila například čerpání prostředků ministerstva kultury pro neziskové organizace podporující práva LGBT, přičemž uvedla, že ve věci požaduje „návrat k normálnosti“. Ministerstvo kultury pod jejím vedením také zveřejnilo anketu, na které se uživatelů ptalo, zda podporují obnovu slovenských kulturních památek, nebo akce LGBT, na kterých se podle ministerstva nezletilé děti učí předvádět „sexuální show“. Příspěvek byl později téhož dne smazán. Na konci roku 2023 se nechala slyšet, že ji pobouřil obraz visící v budově Slovenského rozhlasu, na kterém byli vyobrazeni dva muži, kteří si dávají polibek. V prosinci 2023 nechalo ministerstvo kultury pod jejím vedením prostředky určené na boj s dezinformacemi převést na opravu střechy budovy Slovenské filharmonie.
Na konci října 2023 zaslala ministru kultury České republiky Martinu Baxovi dopis se stylistickými, pravopisnými i faktickými chybami. Poté, co ji na problémy v dopisu upozornili uživatelé na sociálních sítích, omezila u příspěvků možnost přidávat komentáře. V únoru 2024 se ji pokusili opoziční poslanci na zvláštní schůzi Národní rady odvolat. Vznikla také internetová petice za její odvolání z funkce ministryně, která získala přes 170 tisíc podpisů. V souvislosti s peticí podala Šimkovičová trestní oznámení.
V březnu 2024 uvedla, že chce vyměnit vedení slovenské veřejnoprávní televize RTVS. Působení televize předtím dlouhodobě kritizovala, podobně jako premiér Robert Fico. V evropských volbách v roce 2024 kandidovala na 3. místě kandidátní listiny SNS na funkci europoslance, ale neuspěla.

#### Čistky v kulturních institucích
Šimkovičová v institucích slovenského kulturního života provedla mnoho personálních čistek, v rámci kterých začala odvolávat dlouhodobé představitele na vedoucích pozicích. V březnu 2024 odvolala z funkce ředitelku Medzinárodního domu umění pro děti Bibiana Zuzanu Liptákovou a generální ředitelku Slovenské národní knihovny v Martině Katarínu Krištofovou. Nová výběrová řízení na obsazení uvolněných pozic byla společností kritizována jako netransparentní: novou ředitelkou Bibiany se například bez veřejného slyšení stala její známá Petra Flach.
Odstranění Ľuboše Machaje z pozice ředitele Rozhlasu a televize Slovenska a získání vlivu nad veřejnoprávním médiem bylo jedním z motivů značně kritizovaného zrušení Rozhlasu a televize Slovenska a jeho nahrazením Slovenskou televizí a rozhlasem. Podobně jako RTVS čelily politickému tlaku i ostatní televizní média na Slovensku, která například postupně omezila politické diskusní pořady. V návaznosti na tyto změny vyjádřila Evropská komise obavy, že na Slovensku může po uskutečněných reformách existovat politický tlak na to, co budou média vysílat. Český rozhlas (tradiční partner Slovenského rozhlasu) přerušil po organizačních změnách se slovenským rozhlasem spolupráci z důvodu obav, že se vedení i program nově vzniklé STVR dostane pod politický vliv.
Počátkem srpna 2024 Šimkovičová odvolala ředitele Slovenského národního divadla Mateje Drličku a ředitelku Slovenské národní galerie Alexandru Kusou. Její kroky vyvolaly kritiku opozice i lidí z kulturní sféry, kteří Šimkovičovou obviňují z nekompetentnosti a snahy odvolávat lidi, kteří mají odlišný politický názor. Články kritické k postupu ministryně publikovala i zahraniční média, např. The Guardian nebo Frankfurter Allgemeine Zeitung. V Bratislavě kroky Šimkovičové vyvolaly demonstrace. Do uvolněných funkcí jmenovala Šimkovičová své osobní přátele.

## Kritika
V letech 2018–2023 Šimkovičová působila v internetové televizi Slovan, která šířila dezinformace, homofobní názory, proruskou propagandu a propagovala antisystémové strany. Médii je označována za dezinformátorku.